# Hottot-les-Bagues
Hottot-les-Bagues (ɔ.tɔ.lɛ.baɡⓘ) es una población y comuna francesa, situada en la región de Baja Normandía, departamento de Calvados, en el distrito de Bayeux y cantón de Caumont-l'Éventé.

## Demografía
| 333 | 323 | 356 | 370 | 406 | 470 |
| Para los censos de 1962 a 1999 la población legal corresponde a la población sin duplicidades (Fuente: INSEE [Consultar]) |     |     |     |     |     |